# 大空位時代

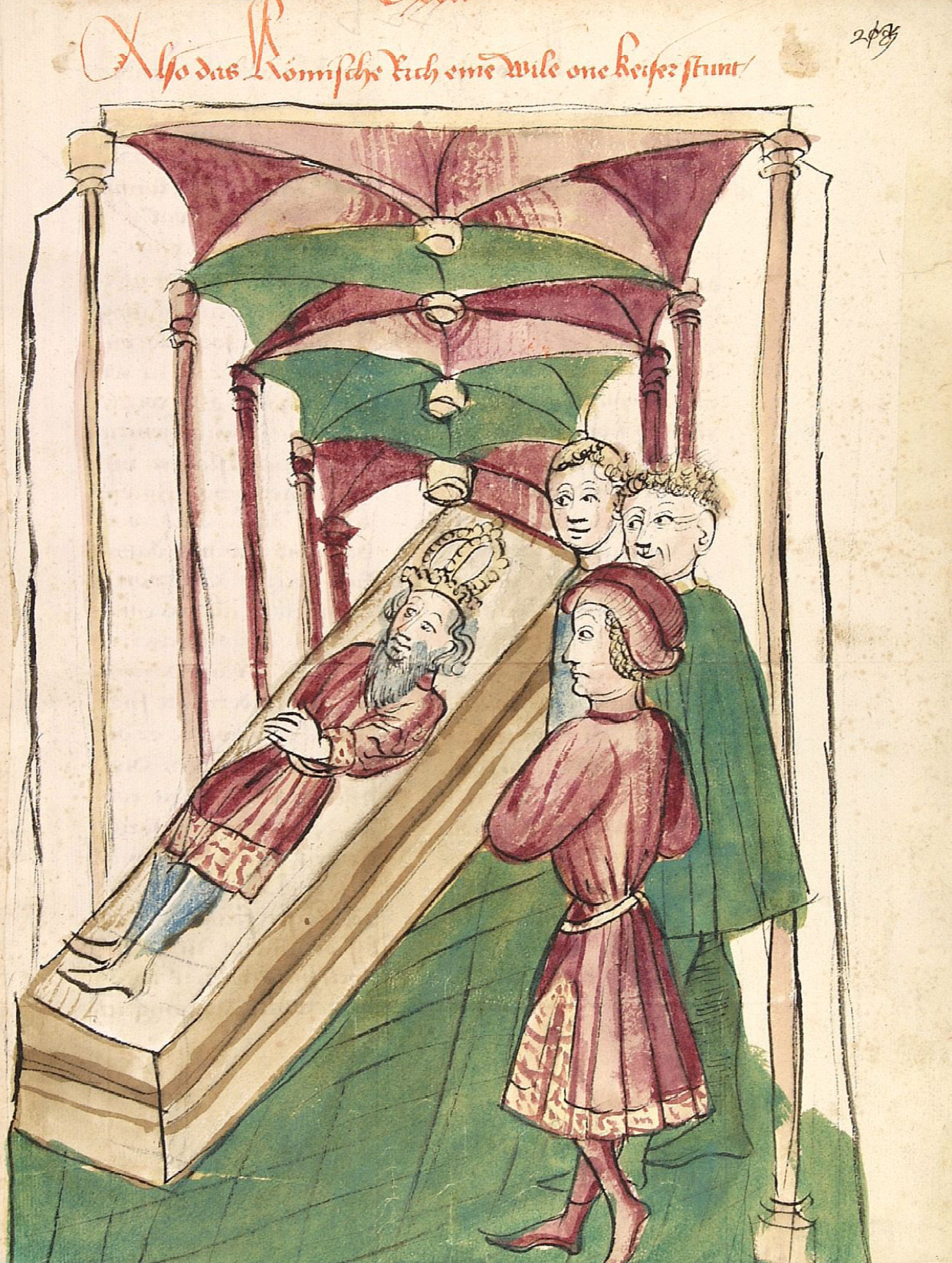
大空位時代

大空位時代（拉丁語：Great Interregnum）是神聖羅馬帝國王權不安定的時代（空位時代），期間大約是從1246年至1273年。在此期間無世襲皇帝的有力家門，因此選帝侯等有力諸侯蠶食帝國的直轄領並奪取許多權力，對帝國產生了深遠的影響。
自從1250年腓特烈二世去世起，神聖羅馬帝國的王位繼承問題引發了支持與反對霍亨斯陶芬王朝者之間的激烈爭鬥。1273年，哈布斯堡家族的魯道夫一世即位羅馬人的國王，結束了大空位時代，但關於誰是合法的皇帝和羅馬之王的爭議仍然持續了數十年。在此後的這段期間，許多皇帝和國王是由不同的對立派別和王子們推舉或扶持的，導致統治者在位時間短暫並面臨來自對立勢力的強烈挑戰，這一衝突直到盧森堡伯爵查理四世於1355年當選為皇帝，並成功確保了他兒子瓦茨拉夫的繼承權，才告一段落。

## 大空位
在霍亨斯陶芬王朝中，1250年腓特烈二世去世後，其次子康拉德四世繼位，但康拉德四世僅在位四年，於1254年去世。康拉德四世之子康拉丁未能登上羅馬王位，且沒有繼承人，導致霍亨斯陶芬王朝斷絕。
康拉德四世在位期間有兩位對立國王，即亨利·拉斯佩和之後的荷蘭伯爵威廉二世，1246年亨利·拉斯佩在教宗的支持下成為對立國王，並在1246年8月在尼達打敗康拉德四世，但不久後亨利·拉斯佩也過世，而荷蘭伯爵威廉二世則接替他繼續爭奪德意志王位。然而，隨著康拉德四世的去世，對立者不復存在，威廉在名義上成為唯一的羅馬人的國王，但他於1256年在遠征歸途中溺水身亡，羅馬人的國王的王位因此空缺。
在1257年發生雙重選舉，當時卡斯提爾的阿方索十世和康沃爾的理查同時被七位有選舉權的諸侯選為國王。在選舉中，兩位候選人各自獲得三票，而波希米亞的奧托卡二世將票投給了兩人，並從他們那裡獲取酬勞。這樣的僵局導致了雙重選舉的結果。
然而，由於羅馬教皇的強烈反對和國內問題，阿方索十世無法離開國家前往神聖羅馬帝國，最終未能登基。理查曾四次前往帝國，但停留時間都很短。
隨後，作為波希米亞國王的奧托卡二世試圖獲得王位，然而帝國諸侯和羅馬教皇都不希望像奧托卡二世這樣強大的君主出現。由於長期的空位導致帝國內部荒廢，西西里國王卡洛一世（安茹的查理）希望將他的侄子法國國王菲利普三世推上皇位，並企圖通過法國勢力統合歐洲。
1273年，諸侯和教皇擁立了當時勢力較弱的哈布斯堡家族的魯道夫一世為羅馬人的國王，此後結束了大空位時代。

## 特徵
「大空位時代」並非實際上的王位空位，而是羅馬王權的顯著衰退，王位由弱小諸侯或帝國外的人物獲得，如同羅馬王位陷入空位的狀態。1273年，哈布斯堡家族的魯道夫一世即位羅馬之王，結束了1246年腓特烈二世被教會廢位以來的大空位時代。而羅馬之王直到1312年的亨利七世才再度兼任神聖羅馬皇帝一職。